# Hypnodendron brevipes
Hypnodendron brevipes là một loài Rêu trong họ Hypnodendraceae. Loài này được Broth. mô tả khoa học đầu tiên năm 1898.